# ان‌جی‌سی ۹۸۵
ان‌جی‌سی ۹۸۵ کهکشانی حلقه ای در صورت فلکی نهنگ است. این مکان در حدود ۵۵۰ میلیون سال نوری از زمین فاصله دارد، به این معنی که با توجه به ابعاد ظاهری آن، عرض ان‌جی‌سی ۹۸۵ تقریباً ۱۶۰۰۰۰ سال نوری است. این کهکشان توسط فرانسیس لوونورث در سال ۱۸۸۶ کشف شد این یک کهکشان سیفرت نوع ۱ است.